# Arctosa tanakai
Arctosa tanakai là một loài nhện trong họ Lycosidae.
Loài này thuộc chi Arctosa. Arctosa tanakai được Alberto Barrion & James A. Litsinger miêu tả năm 1995.